# 1972年摩洛哥未遂政变
1972年摩洛哥未遂政变是指1972年8月16日企图刺杀摩洛哥国王哈桑二世的一次失败政变。这次政变发生在摩洛哥境内，由摩洛哥军方内部的叛乱派系发起，试图击落搭载哈桑二世国王的飞机。政变由哈桑国王的亲信顾问穆罕默德·乌弗基尔将军与盖尼特拉空军基地司令穆罕默德·阿梅克兰将军共同策划。当时多架F-5战斗机拦截并攻击了国王从法国返国途中所乘坐的波音727客机，不过哈桑二世急中生智得以化险为夷。政变失败后，国王对政变的参与者进行了大规模清算。

## 背景
这场政变发生在对哈桑二世国王政权发起的另一次未遂军事政变的一年之后。当时有250名叛乱分子从阿赫尔穆穆军官学校出发，在国王42岁生日当天袭击了王宫，此次政变造成91人死亡与133人受伤。乌弗基尔在1971年政变之后权势大增，由内政部长升任国防部长。许多人认为是他策划了第一次政变，以此为自己权力的升迁铺路。

## 袭击
1972年8月16日，当哈桑国王从法国私人访问返回摩洛哥途中，多名驾驶F-5战斗机的摩洛哥皇家空军飞行员袭击了搭载国王的波音727客机。据称这次袭击由库埃拉·乌阿菲少校领导。战机向客机机身开火，击穿机体，造成部分乘客死亡。乌阿菲少校的飞机在袭击过程中受损，被迫跳伞逃生，但随后被迅速捕获。据称当时哈桑国王亲自拿起无线电，对叛军飞行员说：“停止射击！暴君已死！”叛军飞行员信以为真，以为任务已完成，遂终止攻击。尽管国王专机上有8名乘客遇难及40人受伤，但飞机最终安全降落在拉巴特－塞拉机场。

## 后续
在这场政变中共有220人被起诉，他们均为空军基地的军官、士官和士兵，其中多数人只是服从了上级命令。在所有参与暗杀行动的飞行员中，11人在短暂审判后被判处死刑，另有35人被判处3至20年不等的监禁，此外还有117人无罪释放。尽管两次政变皆以失败告终，但动摇了君主制的根基。乌弗基尔将军于8月16日当天被发现已经死亡，身上有多处枪伤，根据官方的解释此人是自杀。他的多位亲属随后遭到监禁，直至1991年才获释，外界普遍认为这是由于国际社会对摩洛哥可能存在侵犯人权行为的批评所致。穆罕默德·阿梅克兰将军在政变失败后逃往直布罗陀，但未能获得庇护。此人随后被引渡回摩洛哥，最终被行刑队枪决。